# Вазописец Пистиччи

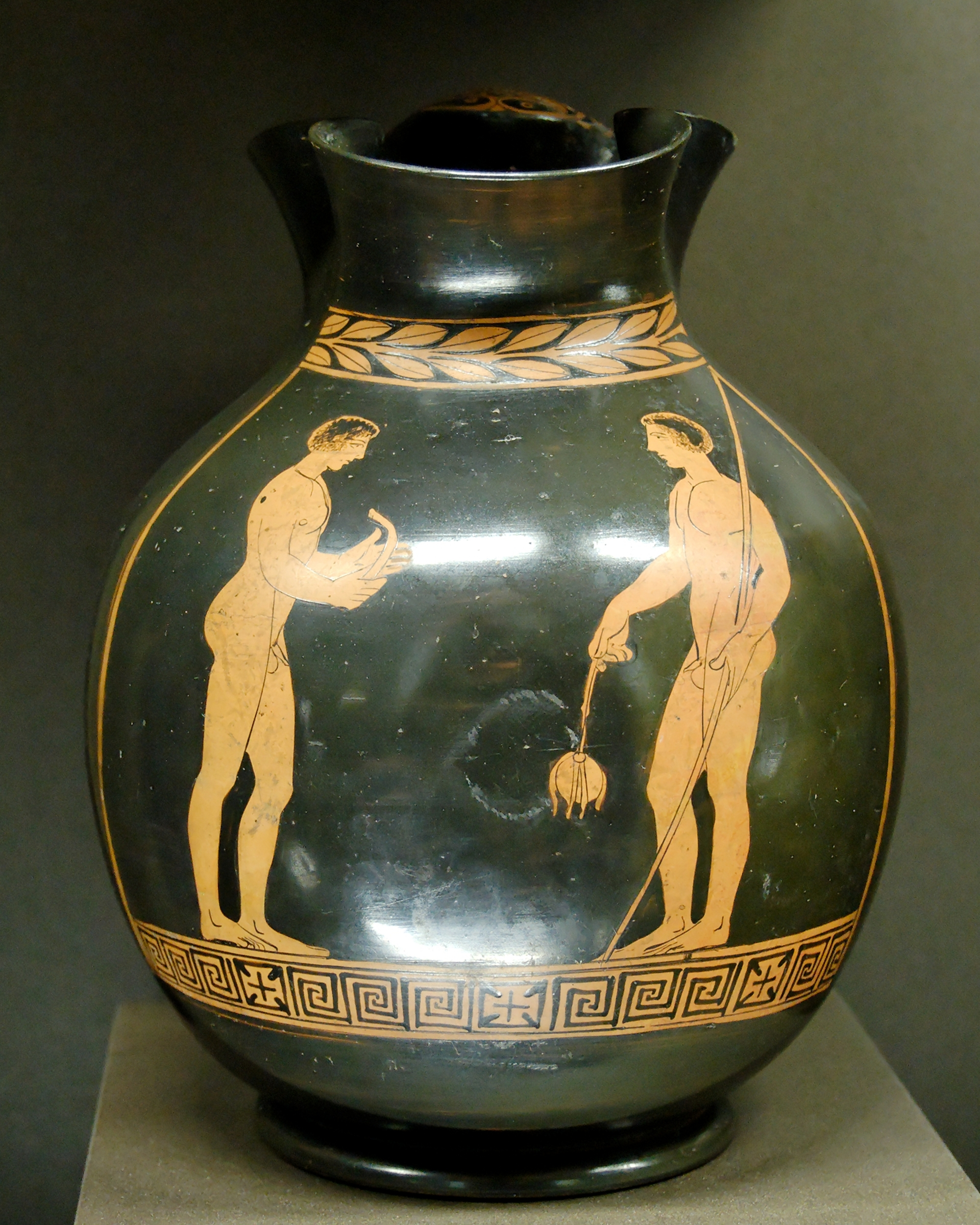
Ойнохоя с изображением двух атлетов, вазописец Пистиччи, Лувр

Вазописец Пистиччи (англ. Pisticci Painter, нем. Pisticci-Maler) — анонимный греческий вазописец, работал в Лукании в 5 веке до н. э. в краснофигурной технике. Считается основателем луканийской вазописи.
Свою условное имя мастер получил по названию города Пистиччи, в регионе Базиликата, провинция Матера, где найдено большинство его работ. Значительное влияние вазописец Пистиччи оказал на ранние работы другого анонимного художника — вазописца Амика.

## Известные работы
- ойнохоя с изображением двух атлетов, один из которых держит стригиль, другой — арибалл. Сейчас хранится в Лувре, экспонат MNE964[2].
- гидрия, найденная в семейном некрополе Сант-Анджело во время раскопок 1979[3].
- свадебный лебес со сценой погони Эроса за зайцем, найденный в захоронении 354 некрополя Пантанелло[3].
- гидрия из захоронения 12 Салдонского некрополя с изображением Зевса, высекающего молнии[3].
- скифос с изображением Пана и Менады[4]